# Міхалув (гміна Шрода-Шльонська)
Міхалув (пол. Michałów, нім. Michelsdorf) — село в Польщі, у гміні Шрода-Шльонська Сьредського повіту Нижньосілезького воєводства.
Населення — 102 особи (2011).
У 1975-1998 роках село належало до Вроцлавського воєводства.

## Демографія
Демографічна структура станом на 31 березня 2011 року:
|          | Загалом | Допрацездатний вік | Працездатний вік | Постпрацездатний вік |
| -------- | ------- | ------------------ | ---------------- | -------------------- |
| Чоловіки | 51      | 6                  | 40               | 5                    |
| Жінки    | 51      | 7                  | 26               | 18                   |
| Разом    | 102     | 13                 | 66               | 23                   |